# 紫堇明
紫堇明（英語：Corlumine），又称考芦明（英語：Corymine），是从仔榄树（学名：Hunteria zeylanica）中发现的一种吲哚生物碱。这种化合物具有甘氨酸拮抗剂的作用 ，因此可以归类为神经毒素。

## 分布
紫堇明和其他类似吲哚生物碱可以从仔榄树中提取得到，包括：
- 3-epi-二氢紫堇明（3-epi-dihydrocorymine）
- 3-epi-二氢紫堇明-3-乙酸酯（3-epi-dihydrocorymine 3-acetate）
- 3-epi-二氢紫堇明-17-乙酸酯（3-epi-dihydrocorymine 17-acetate）
- 降异紫堇明（norisocorymine）

## 毒性
紫堇明和相关生物碱是一种惊厥剂。
在爪蟾属Xenopus occyte上的动物测试表明，紫堇明可以降低甘氨酸对抑制性甘氨酸受体的作用。紫堇明同时还显示出降低受体对抑制性神经递质γ-氨基丁酸的响应。
也有测试表明紫堇明可增强番木鳖碱引起的抽搐作用。在小鼠身上也观察到了这种现象。